# Ctenoplectra armata
Ctenoplectra armata är en biart som beskrevs av Paolo Magretti 1895.
Ctenoplectra armata ingår i släktet Ctenoplectra och familjen långtungebin. Inga underarter finns listade i Catalogue of Life.